# Motor Manufacturing Company

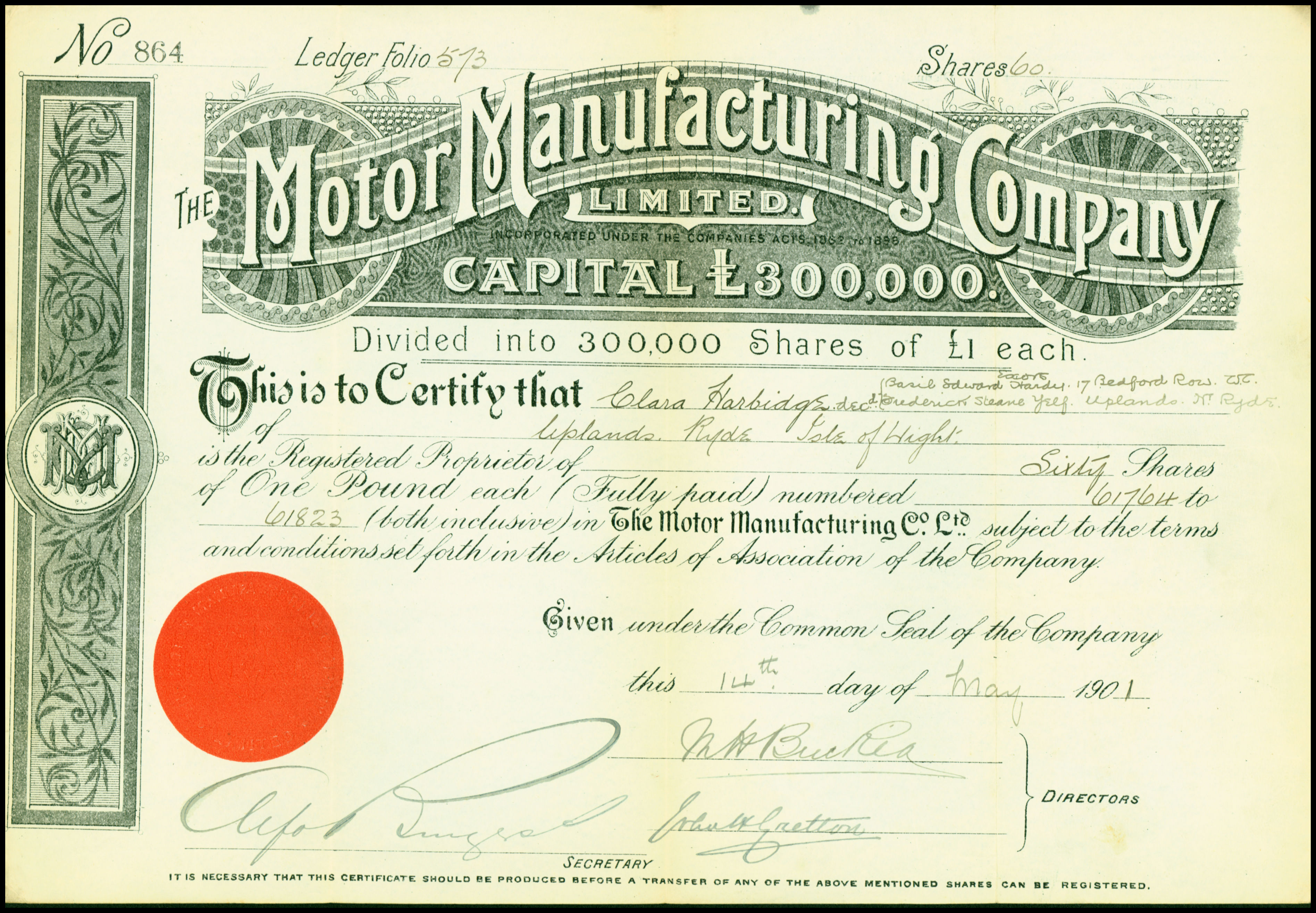
Aktie der Motor Manufacturing Company Limited vom 14. Mai 1901

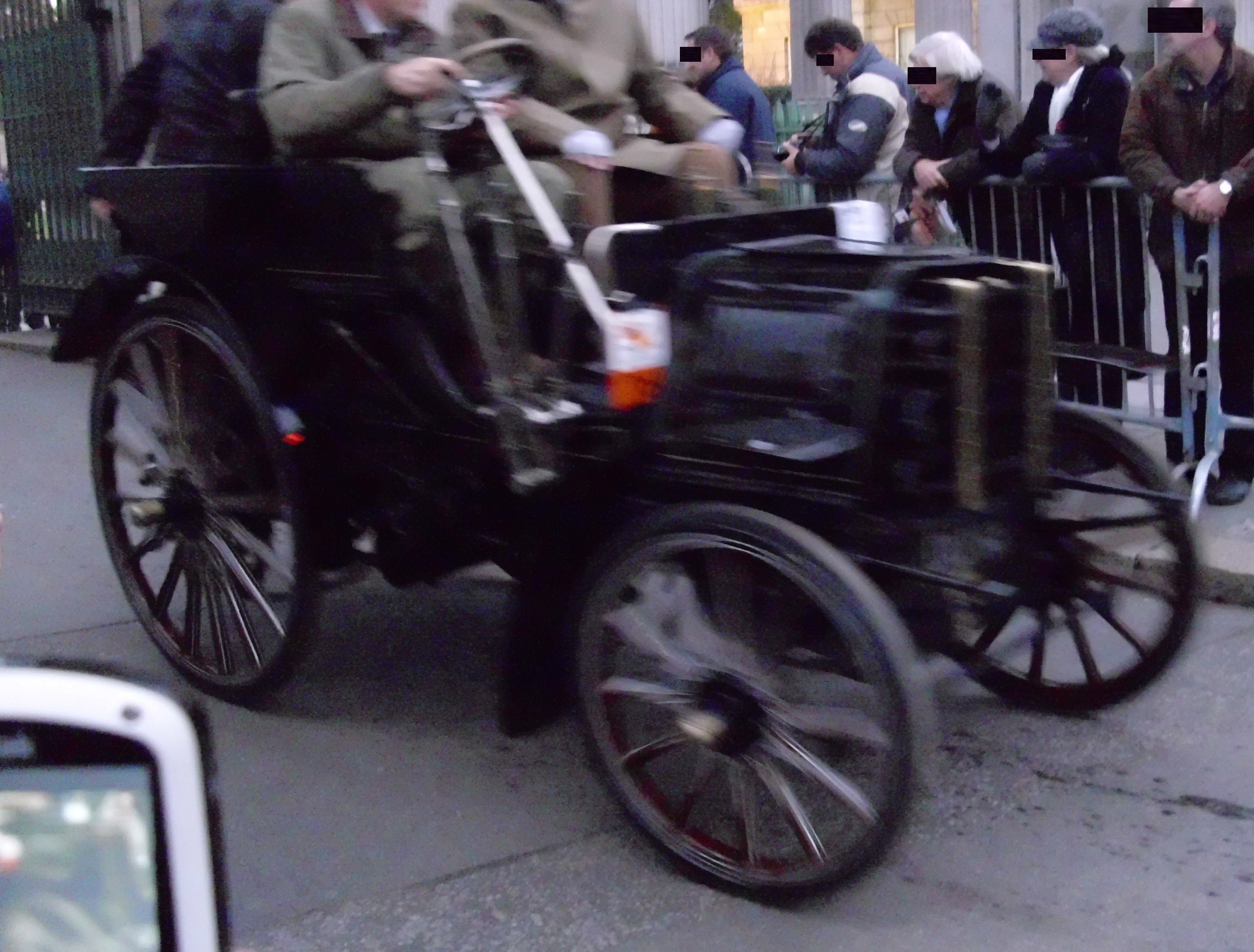
MMC von 1900

MMC von 1900

MMC von 1900

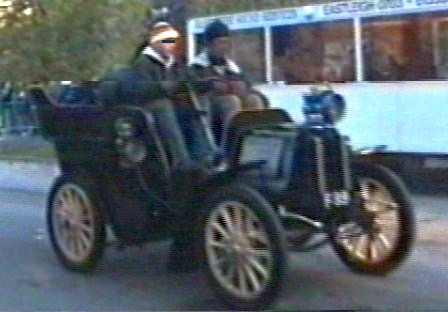
MMC von 1902

Motor Manufacturing Company war ein britischer Automobilhersteller.

## Unternehmensgeschichte
Das Unternehmen gilt als Nachfolgegesellschaft der Great Horseless Carriage Company, die bereits 1897 Personenkraftwagen der Marke MMC verkaufte. Es wurde im Januar 1898 in Coventry gegründet. Am 4. Februar 1907 erfolgten eine Umbenennung in Motor Manufacturing Company (1907) Limited und der Umzug nach Clapham. 1908 endete die Produktion.

## Fahrzeuge
Die ersten Modelle hatten Zweizylindermotoren. 1901 kamen Einzylindermotoren und Vierzylindermotoren dazu. Das letzte Modell 35/45 HP hatte einen Sechszylindermotor mit 9553 cm³ Hubraum.
| Modell          | Bauzeit   | Zylinder | Hubraum (cm³) | Leistung (PS) |
| --------------- | --------- | -------- | ------------- | ------------- |
| 4 HP            | 1897      | 2        |               |               |
| 4 ½ HP          | 1899      | 2        | 1527          |               |
| 11 HP           | 1899      | 2        |               |               |
| 5 HP            | 1901      | 1        | 785           |               |
| 12 HP           | 1901–1902 | 4        | 3054          |               |
| 6 HP            | 1899–1900 | 2        | 1527          |               |
| 5 ½ HP          | 1901–1902 | 1        | 864           | 5,5           |
| 7 HP und 8 HP   | 1901      | 2        | 1684          |               |
| 8 HP            | 1902–1904 | 1        | 1021          |               |
| 10 HP           | 1902–1903 | 2        | 2041          |               |
| 20 HP und 25 HP | 1902–1904 | 4        | 4082          |               |
| 9 HP            | 1906      | 1        | 1378          |               |
| 12 HP           | 1906      | 2        | 2756          |               |
| 14 HP           | 1906      | 4        | 2212          |               |
| 20 HP           | 1906      | 4        | 4111          |               |
| 30/35 HP        | 1906      | 4        | 6274          |               |
| 35/45 HP        | 1908      | 6        | 9553          |               |

Quelle:
Das Fahrzeug mit dem britischen Kennzeichen AP 163 gehörte zur Sammlung von Leonardslee Gardens in Lower Beeding bei Horsham und wurde am 5. Dezember 2005 für 132.473 Euro versteigert.

## Motorenverkauf
Die englischen Automarken Anglian, Century, Eadie, Horbick, Horley, Hutton, Ilford, National, Ryley und Voitucar sowie der Motorradhersteller Wakefield verwendeten Einbaumotoren der Motor Manufacturing Company zum Antrieb ihrer Fahrzeuge.